# Бужування сечівника
Бужування сечівника або уретральне бужування — практика введеня предметів (зазвичай металевих або силіконових) в сечівник для сексуального задоволення. Розширення уретри — урологічна процедура, яка використовує стержні, які називаються бужами, для збільшення внутрішнього діаметра сечівника та знайдення у ньому перешкод або як лікування стриктур.

## Безпека
Уведення чужорідних тіл в сечівник може спричинити серйозні медичні проблеми. Якщо необережно проводити бужування, існує ризик подразнення, фізичного пошкодження   сечівника або інфекції сечових шляхів. Інфекції можуть призвести до ускладнень, наприклад якщо вони перейдуть до сечового міхура або навіть нирок.

## Гра з сечівником
Гра з сечівником може передбачати введення м’яких або твердих предметів у вічко (а також глибше) статевого члена або вульви. Інші іграшки та предмети, наприклад катетери, можна вводити глибше; у деяких випадках навіть у сечовий міхур. Деякі предмети навіть можуть бути пристосованими до того, щоб скрутитися кілька разів або збільшитися в сечовому міхурі. Ця дія може бути прямо чи опосередковано стимулювати простату та використовуватися для деяких типів контролю над сечовим міхуром. У жінок бужування сечівника може стимулювати клітора.